# ألكسندر ألكسندروف (لاعب كرة قدم مواليد 1986)
ألكسندر ألكسندروف (بالبلغارية: Сашо Александров)‏ هو لاعب كرة قدم بلغاري في مركز الدفاع، ولد في 30 يوليو 1986 في صوفيا في بلغاريا. لعب مع ليفسكي صوفيا ونادي بيروي ستارا زاغورا ونادي تشيرنو مور فارنا.

## وصلات خارجية
- ألكسندر ألكسندروف (لاعب كرة قدم مواليد 1986) على موقع قاعدة بيانات كرة القدم.إي يو (الإنجليزية)
- ألكسندر ألكسندروف (لاعب كرة قدم مواليد 1986) على موقع Soccerway.com (الإنجليزية)